# Parenti (Italia)
Parenti (I Parìanti in calabrese) è un comune italiano di 1 953 abitanti della provincia di Cosenza in Calabria. Il territorio comunale, attraversato dal fiume Savuto, è compreso tra 654 a 1455 metri di altitudine, con Parenti centro che, nella piazza dove sorge la chiesa matrice, fa rilevare un'altitudine di 798 metri sul livello del mare.

## Società

### Evoluzione demografica
Abitanti censiti

## Economia
L'economia parentese è basata prevalentemente sull'agricoltura. La fonte economica più importante è la coltivazione della patata , cui si affiancano iniziative industriali come lo stabilimento di imbottigliamento di Acqua Fontenoce, sito in località Bocca di Piazza.

## Amministrazione

### Gemellaggi
- Pagliarelle, dal 2018.